# ژوژییتسا
ژوژییتسا (به صربی: Žuželjica) یک منطقهٔ مسکونی در صربستان است که در بوجانوواچ واقع شده‌است. ژوژییتسا ۱۶۶ نفر جمعیت دارد.